# Edith Schreiber-Wicke
Edith Schreiber-Wicke (* 21. November 1943 in Schärding) ist eine österreichische Kinder- und Jugendbuchautorin.
Nach der Matura studierte sie vier Semester Theaterwissenschaft und Kunstgeschichte. Nach ihrer Heirat arbeitete sie als Werbetexterin. 1983 erschien ihr erstes Buch, Der Tag, an dem Anton nicht da war. Derzeit lebt sie in Grundlsee im Salzkammergut.
Schreiber-Wicke verfasst meist Fantastik für Kinder.

## Auszeichnungen
- Österreichischer Kinder- und Jugendbuchpreis 1986 für Katzenkarneval
- Bücherlöwe 1986 für Anton
- Kinderhörspielpreis des MDR 2004 für Regenbogenkind
- Korczak-Preis der Deutschen Korczak-Gesellschaft
- Eulenspiegelpreis 1990 mit Carola Holland für Als die Raben noch bunt waren
- Österreichischer Staatspreis für Kinderlyrik – Preis der Kinderjury 1997
- Österreichischer Kinder- und Jugendbuchpreis – Preis der Kinderjury 2007 für Zwei Papas für Tango
- Kollektion österreichischer Kinder- und Jugendbuchpreis 2013 "Du wirst den Mond vom Himmel holen"
- Österreichischer Kunstpreis für Kinder- und Jugendliteratur 2014

## Werke
- Der Tag, an dem Anton nicht da war, 1983
- Katzenkarneval, 1985, illustriert von Monika Laimgruber
- Hoch erfreut, mein Name ist Mulp!, 1985, illustriert von Monika Laimgruber
- Die Nacht, in der Anton den Wolf traf, 1986
- Als die Raben noch bunt waren, 1990, illustriert von Carola Holland
- SOS aus Altrakatz, 1991
- Das Buch, mit dem Anton zaubern lernte, 1992
- Dido greift ein, 1992
- Gurnemauz, 1992, illustriert von Carola Holland
- Der Fall Ferdinand, 1994
- Richard Rabe, 1994, illustriert von Carola Holland
- Der Rabe, der anders war, 1994
- Das Geheuer, 1995
- Dem Einfall fiel es plötzlich ein..., 1995
- Ich hab dich so lieb, 1997, illustriert von Carola Holland
- Kai kann's, 1998, illustriert von Carola Holland
- Samurai, 1999
- Regenbogenkind, 2000
- Sauberzahntiger, 2002, illustriert von Renate Habinger
- Der Neinrich, 2002, illustriert von Carola Holland
- Zu viele Zeugen, 2004
- Achtung! Bissiges Wort!, 2004
- Amadeus Wunderkind, 2005
- Zwei Papas für Tango, 2006, illustriert von Carola Holland
- Freier Fall, 2006
- Mit Ottern stottern, mit Drachen lachen, 2006, illustriert von Carola Holland
- Schatten der Angst, 2007
- Der andere JD ("Gefährlicher Tausch"), 2007
- Zahlen her, sagt der Bär, 2007, illustriert von Carola Holland
- König Wirklich Wahr, 2007, illustriert von Carola Holland
- Stummer Schrei, 2008
- Wie kommt die Ratte auf die Matte, 2008, illustriert von Carola Holland
- Viel Lärm um mich, 2008
- Horrortrip, 2009
- Immer diese Monster, 2009, illustriert von Carola Holland
- Hauptsache anders, 2010
- Ein Blick zu viel, 2010
- Die Reise nach Großfrittannien, 2010
- Tote Puppen. 2011
- Alles ist gut, 2011
- Du wirst den Mond vom Himmel holen, 2012, ill. von Carola Holland
- Ihr Katerlein kommet, 2012, ill. von Carola Holland
- Knut hat Wut, 2014, ill. von Carola Holland
- Das Freundesuchgerät, 2014, ill. von Carola Holland